# Belia György
Belia György (Nagyszeben, 1923. december 2. – Budapest, 1982. március 12.) irodalomtörténész, kritikus, műfordító.

## Életpályája
1950-ben diplomázott a ELTE Bölcsészettudományi Karán történelem–magyar szakos tanárként. Pályafutását az Országos Széchényi Könyvtár Kézirattárában kezdte (1950–1957), Babits Mihály életművének feldolgozásával. 1957–1963 között Budapesten középiskolai matematika- és fizikatanárként dolgozott. 1957-től a Magyar Tudományos Akadémia Irodalomtudományi Intézetének munkatársa volt. 1963–1968 között az Európa Könyvkiadó szerkesztője volt. 1968–1982 között a Szépirodalmi Könyvkiadó klasszikus csoportjának vezetője és főszerkesztője volt. 1970–1982 között a Világirodalmi lexikon főmunkatársa volt. 1979–1987 között Babits életműsorozatának szerkesztője volt.
Magyarország irodalmi múltjánk számos értékes alkotása közreműködésével került kiadásra. Több kötetet rendezett sajtó alá. Munkássága alapozta meg Babits Mihály összes művének kiadását is.

## Családja
Felesége, Sándor Anna. Leánya: Belia Anna (1949–) a József Attila Színház dramaturgja, a Soros-alapítvány programigazgatója.
Sírja a Farkasréti temetőben található (35-14-62).

## Művei
- Tolnai Lajos (Irodalomtörténet, 1951)
- Schöpflin Aladár hagyatékából (Irodalomtörténeti Közlemények, 1953)
- Gercen [Herzen] és a magyar emigráció (Cs. Gárdonyi Klárával, Irodalomtörténeti Közlemények, 1954)
- Babits Mihály Baján (Irodalomtörténeti Közlemények, 1956)
- Móricz Zsigmond Nagybányán (Irodalomtörténet, 1957)
- Babits Mihály tanulóévei (Budapest, 1983)

## Szerkesztései
- Ady Endre válogatott levelei (Budapest, 1956)
- Hatvany Lajos: Ady. Cikkek, emlékezések, levelek. Válogatta, sajtó alá rendezte (Budapest, 1959; 2. bővített kiadás: 1974; 3. kiadás: 1977)
- Babits Mihály válogatott versei. Válogatta: Illyés Gyula. Sajtó alá rendezte (A magyar költészet gyöngyszemei. Budapest, 1957)
- Magyarok beszélnek. Szemelvények emlékiratokból. Válogatta: Hatvany Lajossal (Budapest, 1957)
- Babits-Juhász-Kosztolányi levelezése (Budapest, 1959)[7]
- Jókai Mór: Az elátkozott család. – A barátfalvi lévita (Két regény, sajtó alá rendezte; illusztrálta: Bozóky Mária) (Jókai Mór válogatott művei; Budapest, 1959)
- Magyar elbeszélők. I–IV. kötet. Antológia. Válogatta, sajtó alá rendezte Illés Endrével (Budapest, 1961)
- Ébredő Afrika. Néger költők antológiája (válogatta; illusztrálta: Kondor Béla; Budapest, 1961)
- Magyar novellák. I–II. kötet. Antológia. (Válogatta Illés Endrével) (Aranykönyvtár, Budapest, 1963)
- Hatvany Lajos: Emberek és korok. Regényes korrajzok, naplók, cikkek. I–II. kötet (Válogatta, sajtó alá rendezte; Budapest, 1964)
- Nagy Adorján: Színpad és beszéd (Válogatott tanulmányok; válogatta, szerkesztette; A bevezetőt Keresztury Dezső írta (Budapest, 1964)
- Romániai elbeszélők. Antológia (Válogatta) (Dekameron, Budapest, 1965)
- Levelek Hatvany Lajoshoz (Budapest, 1967)
- Hatvany Lajos: Gyulus (Regény) (Szerkesztette, az utószót írta; illusztrálta: Szántó Piroska; Budapest, 1968)
- Erato. Az erotikus világköltészet remekei. Fordította: Babits Mihály. Sajtó alá rendezte. A bevezető tanulmányt Keresztury Dezső írta; illusztrálta: Borsos Miklós (Budapest, 1970; 2. kiadás: 1973; 3. kiadás: 1976)
- Petőfi Sándor: Válogatott költemények (Válogatta, Olcsó könyvtár, Budapest, 1971)
- Hatvany Lajos: Emberek és könyvek (Tanulmányok, kritikák; sajtó alá rendezte, az utószót írta) (Budapest, 1971)
- Hatvany Lajos: Utak, sorsok, emberek (Cikkek, tanulmányok; sajtó alá rendezte; illusztrálta: Borsos Miklós) (Budapest, 1973)
- Babits Mihály: Könyvről-könyvre (Budapest, 1973)
- Dugonics András: Cserei és honvári herceg. Voltaire Zadigjának magyarítása. Sajtó alá rendezte. Az utószót Kerényi Ferenc írta; illusztrálta: Kovács Tamás (Budapest, 1975)
- Goethe: Az ifjú Werther gyötrelmei. Fordította: Kissolymosi Simó Károly. Sajtó alá rendezte. Az utószót Wéber Antal írta. (Budapest, 1975)
- Babits Mihály: Timár Virgil fia. – Halálfiai. Válogatott novellák. Válogatta, a szöveget gondozta (Magyar remekírók; Budapest, 1976)
- Sterne, Laurence: Érzékeny utazások Francia- és Olaszországban. Fordította: Kazinczy Ferenc. Sajtó alá rendezte. Az utószót Wéber Antal írta; illusztrálta: Kovács Tamás (Budapest, 1976; új kiadás: 1997)
- Babits Mihály összegyűjtött versei. Sajtó alá rendezte, a szöveget gondozta; illusztrálta Borsos Miklós (Babits Mihály művei; Budapest, 1977; 2. kiadás: 1982)
- Babits Mihály: Esszék, tanulmányok. I–II. kötet. Sajtó alá rendezte, a szöveget gondozta; illusztrálta Borsos Miklós (Babits Mihály művei; Budapest, 1978)
- Babits Mihály: Az európai irodalom története. Sajtó alá rendezte, a szöveget gondozta; illusztrálta Borsos Miklós (Babits Mihály művei; Budapest, 1979)
- Hatvany Lajos: Urak és emberek. Sajtó alá rendezte, az utószót írta. (Budapest, 1979)
- Babits Mihály dráma- és prózafordításai. Sajtó alá rendezte, a szöveget gondozta; illusztrálta Borsos Miklós (Babits Mihály művei; Budapest, 1980)
- Babits Mihály beszélgető füzetei (Budapest, 1980)
- Juhász Gyula összes művei. IX. kötet. Levelezés. 1. kötet. 1900–1922. Kritikai kiadás. Sajtó alá rendezte (Budapest, 1981)
- Babits Mihály kisebb műfordításai. Sajtó alá rendezte, a szöveget gondozta; illusztrálta Borsos Miklós (Babits Mihály művei; Budapest, 1981)
- Babits Mihály: A gólyakalifa. – Kártyavár. – Timár Virgil fia. – Elza pilóta (Négy regény; Sajtó alá rendezte, a szöveget gondozta; illusztrálta Borsos Miklós (Babits Mihály művei; Budapest, 1982)
- Móricz Zsigmond: Rózsa Sándor (Regény; szerkesztette, a kísérő tanulmányt írta; Budapest, 1983)
- Ady Endre levelei. I. kötet. 1895–1908. Szerkesztette, a szöveget gondozta, a bevezetőt írta. (Ady Endre művei; Budapest, 1983)
- Babits Mihály: Halálfiai (Regény; Sajtó alá rendezte, a szöveget gondozta; illusztrálta Borsos Miklós (Babits Mihály művei, Budapest, 1984)
- Dante: Isteni színjáték. Fordította: Babits Mihály (Sajtó alá rendezte, a szöveget gondozta; illusztrálta Borsos Miklós (Babits Mihály művei; Budapest, 1986)

## Utószót írta
- Lermontov, Mihail: Korunk hőse. Fordította: Áprily Lajos, illusztrálta: Szőnyi Gyula (Olcsó Könyvtár; Budapest, 1956)
- Chevalier, Gabriel: Botrány Clochemerle-ben. I–II. kötet (Regény; fordította: Lányi Viktor; illusztrálta: Réber László (Olcsó könyvtár; Budapest, 1963)
- Rebreanu, Vasile: A jó hóhér (Regény; fordította: Kosály Márta (Modern Könyvtár; Budapest, 1969)
- Sárközi György: Mint oldott kéve (Regény) (Magyar elbeszélők; Budapest, 1970; 2. kiadás: 1979)
- Móricz Zsigmond: Rózsa Sándor összevonja a szemöldökét. Regény, illusztrálta: Borsos Miklós. (Magyar elbeszélők; Budapest, 1971)
- Móricz Zsigmond: Rózsa Sándor a lovát ugratja (Regény; illusztrálta: Borsos Miklós) (Magyar elbeszélők; Budapest, 1971)
- Ady Endre összes versei. I–II. kötet. Szerkesztette: Koczkás Sándor, Krajkó András (Budapest, 1972)
- Oryszyn, Zyta: Melodráma (Regény; fordította: Gimes Romána (Modern Könyvtár, Budapest, 1973)
- Orlea, Ioana: Kövek a tengerparton (Regény; fordította: Kálmán Béla) (Modern Könyvtár; Budapest, 1974)
- Popescu, Dumitru Radu: Akik csak az erdőt látták (Fordította: Fodor Sándor) (Modern Könyvtár; Budapest, 1974)
- Guga, Romulus: Halál utáni élet (Regény; fordította: Kolozsvári Papp László (Modern Könyvtár; Budapest, 1975)
- Sadoveanu, Mihai: A nyestfiak. Történelmi regény. I–II. kötet. Fordította: Lőrinczi László (A világirodalom remekei; Budapest, 1978)

## Műfordításai
- N. Artyemjev: Egy falusi könyvtáros feljegyzései (Budapest, 1952)
- Mihai Beniuc: Egy közember története (Regény, Budapest, 1965)
- Jurij Nagibin: Felfedező úton. – Szotnyik, Jurij: Vipera (Elbeszélések; illusztrálta: Szabó Sipos Tamás. (Kispajtások mesekönyve; Budapest, 1965)
- Alekszandr Dnyeprov: Bíbormúmia. Tudományos-fantasztikus elbeszélések (Fordította; Az utószót Tarján Rezső, az életrajzot Apostol András írta. (Kozmosz fantasztikus könyvek. Budapest–Uzsgorod, 1969)
- Gabriele Tergit: A virágok regénye (Budapest, 1969)
- Az esti futár. Mai román egyfelvonásosok. Válogatta: Kosály Márta. Fordította, az utószót írta (Modern Könyvtár; Budapest, 1972)
- Nicolae Velea: Mélyrepülés (Elbeszélések; fordította: Kálmán Bélával, Keresztesi Évával; illusztrálta: Benyó Ildikó) (Budapest, 1973)
- Petru Popescu: Csapdában (regény, Budapest, 1973)
- Platon Pardău: Reggeli órák (regény, Budapest, 1975)
- Mircea Eliade: Különös kalandok (Tudományos-fantasztikus elbeszélések; fordította: Kálmán Bélával, Zirkuli Péterrel (Kozmosz fantasztikus könyvek; Budapest, 1976)
- Günter Kunert: A másik planéta. Amerikai képek (Fordította; Az utószót Simon László írta) (Modern Könyvtár, Budapest, 1976)
- Juan Rulfo: Lángoló síkság (elbeszélések; Európa zsebkönyvek; Budapest, 1978)

## Díjai
- A Szépirodalmi Könyvkiadó Nívódíja (1981)[8]
- Ady-jutalom (1985)[9]